# Rubén Doblas
Rubén Doblas Gundersen (espanhol: [ruˈβen ˈd̪oβlas ˈɣund̪eɾsen]; 13 de fevereiro de 1990), mais conhecido como El Rubius (/ˈruːbius/), é um youtuber espanhol-norueguês. Atualmente, seu canal do YouTube elrubiusOMG possui quase 9 bilhões de visualizações e 39,1 milhões de inscritos, tornando-se o 38º mais inscrito no YouTube e o quarto canal mais inscrito em língua espanhola.

## Biografia
Doblas nasceu em Mijas, mas durante a infância mudou-se para Bergen, devido ao divórcio de seus pais. Desde 2006 ele publica vídeos no YouTube, mas seu canal se tornou popular apenas em 2011, após a publicação do vídeo The Elder Scrolls V: Skyrim. Em fevereiro de 2013, alcançou 1 milhão de inscritos, tornando-se o canal espanhol com mais inscritos, e dois anos depois, em fevereiro de 2015, tornou-se o primeiro youtuber espanhol cujo canal atingiu 10 milhões de inscritos.
Em 2014, Doblas fez uma aparição no filme Torrente 5, estrelado e dirigido por Santiago Segura. No mesmo ano, ele publicou El libro Troll, um livro interativo que possui desafios. O livro alcançou o número um em vendas na Espanha por oito semanas e foi um best-seller na Feira do Livro de Madri. Em setembro de 2015, lançou uma história em quadrinhos intitulado ElRubius: Hero Virtual. Sua segunda parte, cujo título é Virtual Hero II: La torre imposible, foi publicado em junho de 2016. A terceira e última parte da saga foi publicada em abril de 2017 e foi intitulada Virtual Hero III: La máscara del troll.

## Prêmios e indicações
| Ano  | Prémio      | Categoria       | Resultado |
| ---- | ----------- | --------------- | --------- |
| 2016 | Play Awards | Youtuber do ano | Venceu    |